# Celia Vasquez Yui
Celia Vasquez Yui (* 1960 in Pucallpa) ist eine peruanische Keramikerin aus der Ethnie der Shipibo-Conibo.

## Leben
Vasquez Yui wurde 1960 in Pucallpa geboren und gehört der Ethnie der Shipibo-Conibo an. Bereits ihre Mutter war als Keramikerin tätig und schuf Statuen – eine Kunst, die bei den Shipibo-Conibo den Frauen vorbehalten ist und deren Techniken und Gestaltungsweisen matrilinear vererbt werden. Vasquez Yuis eigene Kunst ist in dieser Tradition der indigenen Keramik zu verorten. Als Keramikerin wird sie in ihrer Kultur zugleich auch als Heilerin wahrgenommen. Ihre Kunstwerke sind Statuen, die sie mit einer traditionellen Wulsttechnik herstellt und die oftmals im Amazonas heimische Tiere darstellen. Diese Statuen repräsentieren Lebensgeister, die die jeweiligen Tiere im Weltbild der Shipibo-Conibo symbolisieren. Jede Skulptur gestaltet Vasquez Yui mit einem abstrakten Muster aus Linien, dem sogenannten kené, dem eine spirituelle Heilfunktion zugeschrieben wird. Die Herstellung der Skulpturen begleitet sie ferner mit bestimmten spirituellen Praktiken und Ritualien; die nötigen Materialien entnimmt sie der Natur ihrer Heimatregion. Mittlerweile arbeitet Vasquez Yui mit ihrer Tochter zusammen.
Vasquez Yuis Werke wurden auf mehreren Ausstellungen von Kunst des Amazonasgebiets und zeitgenössischer peruanischer Kunst gezeigt. Über das Shipibo Conibo Center, einem Kulturzentrum ihrer Ethnie in New York City, wurde sie ab 2020 verstärkt auch in den USA wahrgenommen. Anfang 2020 wurden einige ihrer Werke auf der Outsider Art Fair im Metropolitan Pavillon in Chelsea, Manhattan, gezeigt. 2022 wurden über 50 ihrer Werke in einer Einzelausstellung unter dem Titel The Council of the Mother Spirits of the Animals in der Kunstgalerie Salon 94 in Manhattan gezeigt. Begleitend zur Ausstellung wurde eine Aufzeichnung einer spirituellen Zeremonie der Shipibo-Conibo zur Heilung der Natur abgespielt. Die gleiche Ausstellung wurde 2023 im Herbert F. Johnson Museum of Art der Cornell University gezeigt. Eine der gezeigten Statuen mit dem Titel Otorongo (Shipibo für Jaguar) wurde 2022 vom Art Institute of Chicago erworben und ist dort Teil der Dauerausstellung zu den „Arts of the Americas“. Im Sommer 2023 beteiligte sich Vasquez Yui ferner an der Gruppenausstellung O Quilombismo im Haus der Kulturen der Welt in Berlin.